# Неопластицизъм
Неопластицизъм (на френски: néoplasticisme) е формулираното от Питер Корнелис (Пийт) Мондриан стилово направление в изобразителното изкуство в неговото теоретично есе за изкуството от 1920 г. (на френски: Le Néo-Plasticisme). През 1915 г. се сближава с художника Тео ван Дьосбург, заедно с когото основава движението „Де Стил“ (De Stijl) и художествено списание със същото име. Това списание се превръща в орган на неопластицизма – утопия на новата пластична култура като пределна съзнателност в предаването на обобщената красота и истина с помощта на най-аскетични средства, с основни, първични цветове, линии и форми.
Пийт Мондриан предлага силно намаляване на изразните средства до хоризонтални и вертикални линии, до основните цветове червено, жълто и синьо, както и черно за решетката на цветовете и бялото за основа на картината. Мондриан е повлиян от супрематизма на руския художник Казимир Малевич.